# Copons
Copons è un comune spagnolo di 278 abitanti situato nella comunità autonoma della Catalogna.